# Atherigona marginifolia
Atherigona marginifolia este o specie de muște din genul Atherigona, familia Muscidae, descrisă de Fritz Isidore van Emden în anul 1940. Conform Catalogue of Life specia Atherigona marginifolia nu are subspecii cunoscute.